# Triangle d'été

Triangle d'été selon la clarté du ciel.

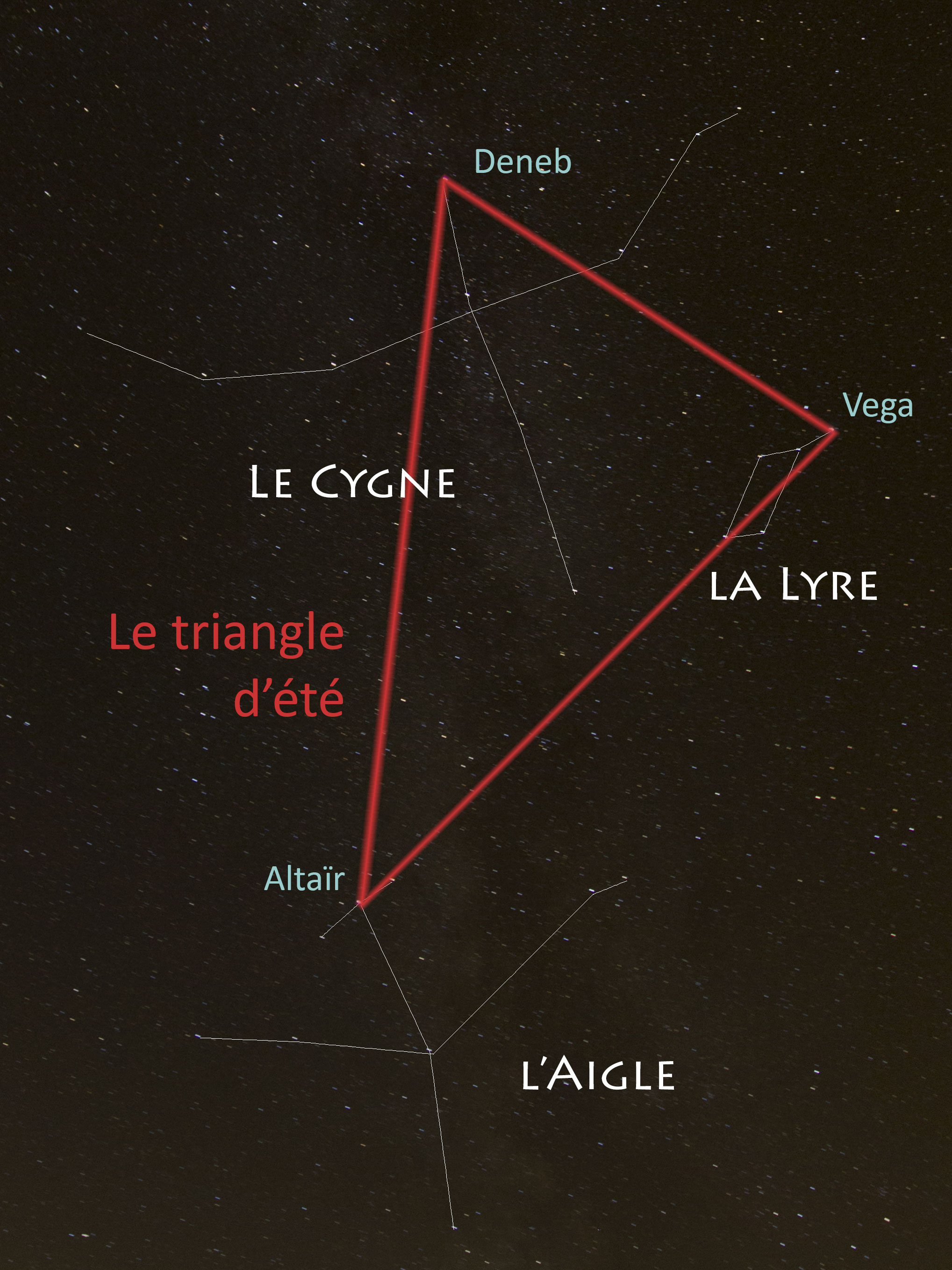
Astrophotographie sur laquelle est tracé le Triangle d'été.

Le Triangle d'été, appelé également Triangle des nuits d'été ou les Trois belles d'été, est un astérisme en forme de triangle formé par trois des étoiles les plus brillantes qui, dans l'hémisphère nord, sont visibles toute la nuit entre juin et août. Malgré son nom, le Triangle d'été est aussi visible tout le reste de l'année depuis l'hémisphère nord, mais pas toute la nuit.
Ces 3 étoiles sont, de la plus brillante à la moins brillante :
- Véga (α Lyrae) de la constellation de la Lyre (Lyra, Lyr)
- Altaïr (α Aquilae) de la constellation de l'Aigle (Aquila, Aql)
- Deneb (α Cygni) de la constellation du Cygne (Cygnus, Cyg)

Les distances apparentes entre Véga et Altaïr et entre Deneb et Altaïr sont semblables, ce qui fait en sorte que le triangle est presque isocèle.
La surface du triangle recouvre les constellations de la Flèche et du Petit Renard ainsi que l'astérisme de la Croix du Nord.
Ayant pour fond la Voie lactée, ce triangle est très facilement identifiable et sert souvent de point de départ pour retrouver d'autres constellations (comme le Petit Renard en son centre) ou repérer quelques objets du ciel profond, comme M27 ou M57.